# Epipedocera asperata
Epipedocera asperata är en skalbaggsart som beskrevs av J. Linsley Gressitt och Yves Rondon 1970. Epipedocera asperata ingår i släktet Epipedocera och familjen långhorningar.
Artens utbredningsområde är Laos. Inga underarter finns listade i Catalogue of Life.